# Division 2 1951-1952
La stagione della Division 2 1951-1952 è stata la tredicesima edizione della Division 2, la seconda divisione del calcio francese. È stata vinta dal Stade Français, che conquista il suo primo titolo.
Capocannoniere del torneo è stato Egon Jönsson (Stade Français), con 34 gol.

## Classifica finale
|  | Pos. | Squadra        | Pt | G  | V  | N | P  | GF  | GS | DR  |
|  | ---- | -------------- | -- | -- | -- | - | -- | --- | -- | --- |
|  | 1    | Stade Français | 56 | 34 | 27 | 2 | 5  | 100 | 38 | +62 |
|  | 2    | Montpellier    | 47 | 34 | 21 | 5 | 8  | 68  | 37 | +31 |
|  | 3    | Valenciennes   | 43 | 34 | 17 | 9 | 8  | 68  | 44 | +24 |
|  | 4    | Nantes         | 42 | 34 | 17 | 8 | 9  | 61  | 57 | +4  |
|  | 5    | Monaco         | 40 | 34 | 16 | 8 | 10 | 54  | 40 | +14 |
|  | 6    | Angers         | 40 | 34 | 16 | 8 | 10 | 64  | 57 | +7  |
|  | 7    | Grenoble       | 36 | 34 | 16 | 4 | 14 | 64  | 55 | +9  |
|  | 8    | Besançon       | 35 | 34 | 13 | 9 | 12 | 83  | 65 | +18 |
|  | 9    | Tolone         | 35 | 34 | 14 | 7 | 13 | 56  | 63 | −7  |
|  | 10   | Rouen          | 34 | 34 | 13 | 8 | 13 | 64  | 44 | +20 |
|  | 11   | Troyes         | 34 | 34 | 13 | 8 | 13 | 58  | 56 | +2  |
|  | 12   | Tolosa         | 34 | 34 | 14 | 6 | 14 | 52  | 57 | −5  |
|  | 13   | Cannes         | 27 | 34 | 12 | 3 | 19 | 57  | 77 | −20 |
|  | 14   | CA Paris       | 27 | 34 | 12 | 3 | 19 | 38  | 52 | −14 |
|  | 15   | Béziers        | 24 | 34 | 9  | 6 | 19 | 41  | 63 | −22 |
|  | 16   | Amiens         | 22 | 34 | 7  | 8 | 19 | 43  | 84 | −41 |
|  | 17   | Le Mans        | 19 | 34 | 7  | 5 | 22 | 45  | 87 | −42 |
|  | 18   | Olympique Alès | 17 | 34 | 5  | 7 | 22 | 41  | 84 | −43 |

Legenda:
      Promosso in Division 1 1952-1953.
  Partecipa agli spareggi promozione-retrocessione.
      Retrocesse.
Regolamento:
Due punti a vittoria, uno a pareggio, zero a sconfitta.

## Spareggi

### Spareggio promozione-retrocessione
La squadra classificatasi al 3º posto incontra la 17º classificata di Division 1.
|                     | Risultati |                     | Luogo e data                  |
| ------------------- | --------- | ------------------- | ----------------------------- |
| Valenciennes        | 3-1       | Olympique Marsiglia | Saint-Étienne, 31 maggio 1952 |
| Olympique Marsiglia | 4-0       | Valenciennes        | Saint-Ouen, 8 giugno 1952     |
|                     |           |                     |                               |